# Pardosa laidlawi
Pardosa laidlawi este o specie de păianjeni din genul Pardosa, familia Lycosidae, descrisă de Simon, 1901. Conform Catalogue of Life specia Pardosa laidlawi nu are subspecii cunoscute.